# Arve Skåren
Arve Skåren (* 12. Februar 1977) ist ein ehemaliger norwegischer Skilangläufer.

## Werdegang
Skåren, der für den Byåsen IL startete, hatte seinen ersten internationalen Erfolg bei den Nordischen Junioren-Skiweltmeisterschaften 1997 in Canmore. Dort gewann er die Bronzemedaille mit der Staffel. Sein erstes Rennen im Continental-Cup lief er im Dezember 1997 in Meråker, welches er auf dem 64. Platz über 10 km Freistil beendete. Im März 1999 debütierte er in Oslo im Skilanglauf-Weltcup und errang dabei den 58. Platz über 50 km klassisch. In der Saison 2003/04 kam er bei vier Weltcupteilnahmen dreimal in die Punkteränge. Dabei holte er in Trondheim mit dem 23. Platz im Sprint seine ersten Weltcuppunkte. Im Januar 2004 errang er beim Continental-Cup in Valkeakoski den dritten Platz im Sprint. Zudem wurde er im Jahr 2004 norwegischer Meister zusammen mit Tor Arne Hetland im Teamsprint. In seiner letzten aktiven Saison 2004/05 belegte er den 21. Platz in der Gesamtwertung des Scandinavian-Cups. Dabei gelang ihn im Sprint in Lapinlahti der dritte Platz. Im Oktober 2004 erreichte er in Düsseldorf mit dem 20. Platz im Sprint sein bestes Einzelergebnis im Weltcup. Sein 11. und damit letztes Weltcupeinzelrennen absolvierte er im März 2005 in Drammen, welches er auf dem 55. Platz im Sprint beendete.